# Mariusz Kowalski (geograf)
Mariusz Kowalski (ur. 1968 w Warszawie) – polski geograf, specjalista z zakresu geografii politycznej, geografii ludności i geografii historycznej (m.in. zagadnienia narodowościowe, geografia wyborcza, historyczne podziały terytorialne). Syn Bohdana Józefa Kowalskiego oraz Irmy z Borowskich. Wnuk Antoniego Borowskiego.

## Życiorys
Absolwent XXII Liceum Ogólnokształcącego im. José Marti w Warszawie (1987). Ukończył studia na Wydziale Geografii i Studiów Regionalnych Uniwersytetu Warszawskiego (1993). Studiował również historię (1994/1995). W 2001 uzyskał stopień doktora nauk o ziemi w zakresie geografii na podstawie napisanej pod kierunkiem Piotra Eberhardta dysertacji Geografia wyborcza Polski. Zróżnicowanie przestrzenne zachowań wyborczych Polaków w okresie 1989–1998. W 2014 otrzymał stopień doktora habilitowanego nauk o ziemi w zakresie geografii na podstawie dzieła Księstwa Rzeczpospolitej: państwo magnackie jako region polityczny.
W okresie politycznego przełomu końca lat 80. XX w. członek Niezależnego Zrzeszenia Studentów i uczestnik antykomunistycznych akcji protestacyjnych.
W latach 1993–1995 pracownik samorządowy Urzędu m.st. Warszawy. Od 1995 pracownik naukowy Instytutu Geografii i Przestrzennego Zagospodarowania PAN (od 1995), od 2001 wykładowca w Studium Europy Wschodniej Uniwersytetu Warszawskiego.
Członek Rady do Spraw Polaków na Wschodzie (kadencja 2016–2021). Członek Polsko-Litewskiej Dwustronnej Komisji Ekspertów do badania problemów nauczania historii i geografii (od 2003). Członek Polskiego Towarzystwa Geograficznego. W latach 2003–2005 doradca Unii Polityki Realnej ds. geografii wyborczej.
Swoje umiejętności badawcze i organizacyjne kształtował pod kierunkiem i we współpracy z takimi osobowościami, jak m.in. polonista Andrzej Chruszczyński, socjolog Bohdan Jałowiecki, architekt-urbanista Krystyn Olszewski, geograf Piotr Eberhardt, geograf Marcin Rościszewski, historyk-urbanista Andrzej Stasiak, historyk Jan Malicki, biolog Jerzy Solon czy geograf Grzegorz Węcławowicz.

## Dokonania badawcze
Badacz zagadnień narodowościowych, szczególnie w odniesieniu do Europy Środkowej i Wschodniej (m.in. pogranicze polsko-litewsko-białoruskie).
Badacz geografii wyborczej (m.in. rozprawa doktorska), w ramach której zaproponował koncepcję cywilizacyjno-kulturowego rozłamu w ramach polskiego społeczeństwa, jako głównego czynnika warunkującego konflikt polityczny w Polsce po 1989. Przy wyjaśnianiu problemu wykorzystał koncepcje Feliksa Konecznego i Samuela P. Huntingtona.
Badacz fenomenu państw magnackich, jako istotnego elementu kształtującego geografię polityczną (system polityczno-administracyjny) Rzeczypospolitej Szlacheckiej (1569–1795). W książce Księstwa Rzeczpospolitej. Państwo magnackie jako region polityczny (wyd. 2013) postawił tezę, że przedrozbiorowe państwo polsko-litewskie było "państwem państw" (w nawiązaniu do definicji Georga Jellinka), w ramach którego funkcjonowały samodzielne władztwa o charakterze publiczno-prawnym (państwowym): księstwa lenne (np. Kurlandia) i księstwa alodialne, inne państwa magnackie, państewka szlacheckie, terytoria kościelne (np. księstwo warmińskie) i miejskie (np. władztwo miasta Gdańska). W dziele tym wprowadził również określenie: "Mohyliady" (poprzez analogię do Dymitriad), dla nazwania części tzw. awantur mołdawskich, które organizowano (głównie za sprawą magnatów polskich) w celu osadzenia lub utrzymania na tronie mołdawskim przedstawicieli rodu Mohyłów.
Autor szerszych refleksji z pogranicza geozofii i historiozofii, poszukujący prawidłowości rządzących rozwojem Polski i Europy Wschodniej, w celu określenia ich miejsca w rozwoju cywilizacji i ustalenia cech szczególnych wyróżniających je na tle innych obszarów kuli ziemskiej. Twórca koncepcji trwającego 30–40 lat cyklu pokoleniowego w życiu społecznym Polski i innych krajów, inspirowanej poglądami takich badaczy jak William Strauss, Neil Howe, Arthur M. Schlesinger Jr., Norman Davies, Michael Alexander, Kazimierz Wyka, Andrzej Chruszczyński. W jego ujęciu cykl 30–40 letni byłby właściwym cyklem pokoleniowym (w odróżnieniu od o połowę krótszego cyklu zaproponowanego przez Straussa i Howe), działającym uniwersalnie i od pewnego czasu również w sposób zsynchronizowany na poziomie międzynarodowym, a jednocześnie posiadającym decydujące znaczenia jako mechanizm napędowy zmiany społecznej.
Autor i współautor licznych publikacji naukowych z zakresu geografii politycznej, geografii historycznej i geografii ludności.
Autor haseł i artykułów w encyklopediach PWN, artykułów popularnonaukowych i publicystycznych
Laureat nagrody Genealogical Society of South Africa z najlepszy artykuł południowoafrykańskiego kwartalnika „Familia” w roku 2006 (Polish Boer Families). Nagrodzona publikacja podjęła problem znaczenia emigracji Polaków (m.in. Jana Latskiego) do Kolonii Przylądkowej we wczesnej fazie osadnictwa europejskiego (1652–1815) i ich udziału w kształtowaniu się społeczeństwa burskiego (afrykanerskiego).

## Genealogia genetyczna
Mariusz Kowalski publikował również popularno-naukowe (publicystyczne) artykuły z dziedziny genealogii genetycznej, m.in. w tygodniku „Najwyższy CZAS!” oraz w książce Ariowie, Słowianie, Polacy. Pradawne dziedzictwo Międzymorza. Ta część jego twórczości uznana została przez niektórych komentatorów, jako zbliżona do nurtu „turbosłowianskiego”. Sugerowano nawet rasistowski charakter tez Kowalskiego.
Sam autor nie zgadza się z taką klasyfikacją swoich poglądów. Na zniekształcanie (upraszczanie) tez M. Kowalskiego przez adwersarzy zwracają uwagę również niektórzy komentatorzy (np. Marcin Napiórkowski). Mariusz Kowalski nie głosi bowiem charakterystycznego dla „Turbosłowian” przekonania o istnieniu starożytnego imperium słowiańskiego (tzw. „Wielkiej Lechii”), ani rasowej czy kulturowej wyższości Słowian nad innymi ludami. W swoich tekstach wskazuje jedynie na pokrewieństwo przodków starożytnych Ariów (Indo-Irańczyków) i Słowian (argumenty genetyczno-genealogiczne: haplogrupa R1a1 (Y-DNA), lingwistyczne: języki satem i archeologiczne: kultura ceramiki sznurowej), których wspólną kolebkę lokalizuje w Europie Środkowo-Wschodniej (5 tys. lat temu). Pokrewieństwo to miało według niego zdecydować o odrębności rozwojowej Słowiańszczyzny względem zdominowanej przez Celtów Europy Zachodniej. W przeciwieństwie do „Turbosłowian” dziejową rolę Słowiańszczyzny dostrzega nie w przeszłości (według niego Europa Wschodnia była do tej pory cywilizacyjnymi peryferiami), ale w przyszłości, wyrażając przypuszczenie (m.in. w nawiązaniu do poglądów Oswalda Spengler czy Marcina Króla), że Europa Środkowo-Wschodnia (Międzymorze, Słowiańszczyzna) dzięki swojej odrębności i względnej „młodości”, może stać się wiodącym obszarem cywilizacji europejskiej (tworząc nowy etap jej rozwoju), wobec kryzysu duchowego „starej” Europy Zachodniej (Zachodu).
Mariusz Kowalski jest zwolennikiem kompromisowego podejścia do sporu między teorią autochtoniczną, a allochtoniczną pochodzenia Słowian, uważając że antyczna Polska mogła być dwujęzyczna. Zwraca on uwagę na ciągłość osadniczą, na którą wskazuje genetyka, datująca ekspansję przodków Słowian Wschodnich i Zachodnich na co najmniej neolit. Jednocześnie twierdzi, iż gdyby na ziemiach polskich doszło mieszania się mieszkańców zachodniej i wschodniej Europy, wówczas to musiało by to mieć odzwierciedlenie na strukturę genetyczną współczesnej Polski, lecz takiego zmieszania nie zarejestrowano. Pewną mniejszość R1b opisuje jako pochodzącą od późnośredniowiecznych, a nie antycznych osadników. Zdaniem badacza, plemiona antycznej Polski były ludnością pospolicie słowiańskojęzyczną, zaś języki wschodniogermańskie stanowiły wyłącznie język ich elit, który z czasem zanikł. Zdaniem Mariusza Kowalskiego, ta teoria wyjaśnia nagłe pojawienie się dużej ilości języków słowiańskich na arenie Europy Wschodniej, przy jednoczesnym ewidentnym podobieństwie fragmentów j. gockiego czy wandalskiego, do języków germańskich. 

## Książki
- Ariowie Słowianie Polacy. Pradawne dziedzictwo Międzymorza. 3S Media, 2017, s. 286, seria: Biblioteka Wolności. ISBN 978-83-61935-47-6.
- Księstwa Rzeczpospolitej: państwo magnackie jako region polityczny, Warszawa, IGiPZ PAN, 2013.
- Społeczne, polityczne i ekonomiczne stymulanty i destymulanty rozwoju Mazowsza. Warszawa: Mazowieckie Biuro Planowania Regionalnego, 2012 (Kowalski Mariusz, Świątek Dariusz, Dziemianowicz Wojciech, Smigiel-Rawska Katarzyna).
- Drogi i bezdroża Pomarańczowej Rewolucji, Wydawnictwo Trio, Warszawa 2005. (Nowakowski M.J., Przełomiec M., Urbanowicz J., Kowalski M., Malicki J., Korniejenko A.).
- Raport z badań Kijów grudzień 2004, Studium Europy Wschodniej UW, Warszawa 2005.
- Przestrzeń Wyborcza Polski, Oddział Akademicki PTG, Instytut Geografii i Przestrzennego Zagospodarowania PAN, Warszawa 2003 (red.).
- Geografia wyborcza Polski. Zróżnicowanie przestrzenne zachowań wyborczych Polaków w okresie 1989–1998, IGiPZ PAN, Warszawa 2000.
- Uwarunkowania zachowań wyborczych w województwie słupskim, IGiPZ PAN, Warszawa 2000 (współautor: P. Śleszyński).

## Ważniejsze artykuły naukowe
- Geografia średniowiecznej Słowiańszczyzny. – Kultura Słowian. Rocznik Komisji Kultury Słowian PAU 2019, 15 – s. 15–64.
- Spatial differences in voting behaviour among the inhabitants of rural areas in Eastern Europe, [w:] Three decades of transformation in the East-Central European countryside, Red. Jerzy Bański, Cham: Springer, 2019 – s. 143–163.
- Dwuetniczność międzywojennej Warszawy w świetle wyników wyborów. – Studia z Geografii Politycznej i Historycznej 2018, 7 – s. 71–91.
- Cykle pokoleniowe w czasie i przestrzeni. – Przegląd Geograficzny 2016, 88 4 – s. 489–510.
- Europejski układ centrum-pereferia z perspektywy badań genetycznych. – Obóz 2016, 55 – s. 19–32.
- Pochodzenie Fiodora Nieświckiego w świetle badań genetycznych. – Przegląd Wschodni 2015, 14, 1 – s. 151–166.
- Przestrzenne zróżnicowanie wyników wyborów do Sejmu z 1957 roku. – Acta Universitatis Lodziensis Folia Geographica Socio-Oeconomica 2015, 21 – s. 73–84.
- Poles in the Dutch Cape Colony 1652–1814. – Werkwinkel 2015, 10, 1 – s. 65–96.
- Czy Wielkopolska była prawicowa? Przestrzenne zróżnicowanie zachowań wyborczych w Polsce w latach dwudziestych XX wieku. – Prace i Studia Geograficzne 2014, 54 – s. 89–105.
- Miejsce Polski w systemie geopolitycznym nowożytnej Europy. [w]: Studia nad geopolityką XX wieku. Red. Piotr Eberhardt. Warszawa: Instytut Geografii i Przestrzennego Zagospodarowania PAN, 2013 – s. 235–263.
- Ludność polska w wieloetnicznych regionach Litwy, Łotwy i Białorusi. – Studia z Geografii Politycznej i Historycznej 2013, 2 – s. 205–237.
- Immigrants from the Polish-Lithuanian Commonwealth in the early stages of European colonization of the Cape Colony – Geographia Polonica 2012, 85 3 – s. 55–76.
- The migration of Poles to Germany in the context of the frequency of the most common Polish surnames. – Przegląd Zachodni, Special number 2012 – s. 121–135 (współautor: P. Śleszyński).
- Państwo magnackie w strukturach polityczno-administracyjnych Rzeczypospolitej Szlacheckiej na przykładzie Ordynacji Zamojskiej. – Przegl. Geogr. 2009, 81, z.2 – s. 173–203.
- Problemy demograficzne. [w]: Katastrofy i zagrożenia we współczesnym świecie. Red. Wojciech Baturo. Warszawa: Wydaw. Nauk. PWN, 2008 – s. 112–137.
- Wileńszczyzna jako problem geopolityczny w XX wieku, w: Eberhardt P. (red.) Problematyka geopolityczna Ziem Polskich, Prace Geograficzne 218, IGiPZ PAN, Warszawa 2008, s. 267–296.
- Polish Boer Families (in:) Familia – Quaterly Jurnal ofthe Genealogical Society of South Africa, 43(2) 2006, p. 38–46.
- Electoral behaviour in Poland as the effect of the „clash of civilization”. – Geogr. Casop. 2002, 54, nr 3 – s. 219–237.
- Wyznanie a preferencje wyborcze mieszkańców Białostocczyzny (1990–1997). – Przegl. Geogr. 1998, 70, z.3/4 – s. 269–282.